# Universidade Dillard
A Universidade Dillard (Dillard University) é uma instituição privada, historicamente negra, situada em Nova Orleans, Louisiana. Fundada em 1930, ela resulta da fusão de duas instituições anteriores, fundadas em 1869, no período pós-Guerra Civil Americana. A universidade é afiliada à Igreja Unida de Cristo e à Igreja Metodista Unida.

## Histórico
A história da Universidade Dillard remonta a 1869, com a criação de suas instituições predecessoras: a Universidade Straight [en] (Straight University), mais tarde renomeada Faculdade Straight (Straight College) e a Escola Normal Union (Union Normal School), posteriormente transformada na Universidade de Nova Orleans (New Orleans University).

### Universidade Straight
Em resposta à necessidade de educação para os afro-americanos recém-libertados após a Guerra Civil, a Associação Missionária Americana [en] (AMA) da Igreja Congregacional fundou a Universidade Straight em 12 de junho de 1868, com o objetivo de atender a essa demanda em Nova Orleans e na região.
A Universidade Straight ofereceu, além de uma formação acadêmica, cursos de treinamento profissional, incluindo um departamento de Direito que operou de 1874 a 1886. Seus graduados desempenharam papéis importantes nas lutas pelos direitos civis durante a era da Reconstrução e no período pós-Reconstrução. Em 1915, a Universidade Straight foi renomeada para Faculdade Straight, para refletir de maneira mais adequada as limitações de seu currículo.

### Escola Normal Union/Universidade de Nova Orleans

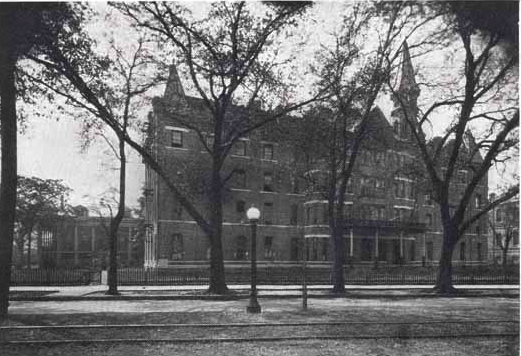
Universidade de Nova Orleans, c. 1920.

A Escola Normal Union foi fundada em 8 de julho de 1868 pela Sociedade de Ajuda aos Libertos [en] da Igreja Metodista Episcopal, com o objetivo de formar professores para a educação dos afro-americanos libertos. A sociedade recrutou professores do Norte para trabalhar no Sul, contribuindo para a educação dos ex-escravizados e de seus filhos.
Além da Universidade Straight, a AMA também apoiou a criação de várias outras instituições historicamente negras, como a Universidade Clark Atlanta (Clark Atlanta University), a Universidade Fisk (Fisk University), a Universidade Hampton (Hampton University), a Universidade Howard (Howard University) (em colaboração com o Escritório dos Libertos [en]), a Universidade Huston-Tillotson (Huston-Tillotson University), a Faculdade LeMoyne-Owen (LeMoyne-Owen College), a Faculdade Talladega (Talladega College) e a Faculdade Tougaloo (Tougaloo College). A Universidade Straight e a Escola Normal Union evoluíram para se tornar, respectivamente, a Faculdade Straight e a Universidade de Nova Orleans. Ambas as instituições inicialmente ofereciam formação de nível elementar, mas, com o tempo, expandiram seus currículos para incluir cursos de nível secundário, superior e profissional.
A Universidade de Nova Orleans também manteve a Academia Gilbert [en] (Gilbert Academy), uma escola de ensino médio, e, na década de 1890, passou a oferecer treinamento profissional na área da saúde, incluindo uma escola de farmácia, a Faculdade de Medicina Flint, o Hospital Sarah Goodridge e Escola de Treinamento de Enfermeiras. Após o fechamento da faculdade de medicina em 1911, o Hospital Flint Goodridge continuou a oferecer formação para enfermeiras.

### “Uma grande universidade negra em Nova Orleans”: 1930-1935
Nos primeiros anos do século XX, líderes negros e brancos de Nova Orleans reconheciam a necessidade de criar uma instituição de ensino superior afro-americana maior e mais destacada, tanto para a cidade quanto para a região sul dos Estados Unidos. Após negociações entre as duas principais instituições educacionais locais – Faculdade Straight e Universidade de Nova Orleans – e enfrentando dificuldades econômicas, essas universidades fundaram a Universidade Dillard em 6 de junho de 1930.

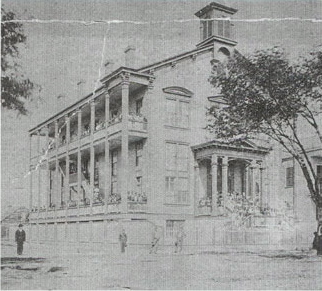
Foto de um edifício antigo no campus da Universidade Straight.

A nova universidade foi nomeada em homenagem a James Dillard [en], um educador e defensor da educação para afro-americanos. O objetivo da Universidade Dillard era proporcionar um currículo tradicional de artes liberais, ao invés de focar apenas em treinamento vocacional não-profissional, e promover um envolvimento estreito com a comunidade negra por meio de programas de extensão educacional, sociedades e clubes.
No entanto, a criação da nova instituição não foi isenta de controvérsias. Alguns membros da comunidade branca local resistiram à ideia de que um presidente negro liderasse a universidade, especialmente um que interagisse com um corpo docente predominantemente branco. Além disso, o aumento do número de estudantes afro-americanos na área de Gentilly, onde a universidade estava localizada, gerou desconforto entre certos residentes brancos. Em busca de um compromisso, Edgar B. Stern [en], um membro influente do conselho de administração da universidade, sugeriu Will W. Alexander [en], um pregador sulista branco, como candidato para o cargo de presidente. Alexander foi nomeado presidente interino da Universidade Dillard, servindo de 1935 a 1936.
A Universidade Dillard abriu suas portas oficialmente no outono de 1935, atraindo acadêmicos de destaque, como Horace Mann Bond [en], especialista em psicologia e educação; Frederick Douglass Hall, na área de música; Lawrence D. Reddick [en], em história; e St. Clair Drake [en], na área de sociologia e antropologia.

### Furacão Katrina
Em agosto de 2005, a Universidade Dillard foi severamente afetada pelos danos causados pelas enchentes após o furacão Katrina. Localizada perto do rompimento do dique inferior do Canal da Avenida London [en], a universidade sofreu perdas significativas, incluindo a destruição do Nelson Hall por um incêndio. Um incêndio também danificou um ônibus que estava transportando estudantes em processo de evacuação, resultando na perda de pertences de 37 alunos.
Em resposta à destruição do campus, a universidade organizou aulas no The New Orleans World Trade Center e no Hotel The New Orleans Hilton Riverside durante a primavera de 2006. A cerimônia de formatura, realizada em julho de 2006, ocorreu na Avenida dos Carvalhos Rosa Freeman Keller. O retorno dos alunos ao campus da Universidade Dillard aconteceu em setembro de 2006, marcando a recuperação da instituição após um dos eventos mais devastadores da história da cidade.

### Programa Ray Charles
Em 2003, o músico Ray Charles incluiu uma cláusula em seu testamento, destinando US$ 1 milhão à Universidade Dillard para a criação de um cargo de professor de História da Culinária Afro-Americana. Esse programa, denominado Programa Ray Charles, foi o primeiro do tipo no país, oferecendo uma plataforma acadêmica única para explorar e promover a rica tradição culinária afro-americana.

### Debate senatorial de 2016
Em novembro de 2016, a Raycom Media [en] alugou um espaço na Universidade Dillard para sediar um debate entre candidatos ao Senado, incluindo David Duke, uma figura controversa. O evento gerou forte oposição dentro da comunidade universitária e, como resultado, seis manifestantes foram presos. No momento da assinatura do contrato de aluguel, vários meses antes do evento, a universidade não tinha conhecimento da participação de Duke ou de outros candidatos, o que gerou um intenso debate sobre a associação da instituição com o evento.

### Parceria com a Faculdade de Medicina da Universidade Ross
Em 2019, a Universidade Dillard firmou uma parceria com a Faculdade de Medicina da Universidade Ross [en], uma faculdade de medicina com fins lucrativos, com o objetivo de aumentar o número de médicos afro-americanos nos Estados Unidos. A colaboração visa oferecer oportunidades para estudantes afro-americanos no campo da medicina, um passo importante para a diversificação da profissão médica no país.

### Doação da Scott
Em 2020, a filantropa MacKenzie Scott fez uma generosa doação de US$ 5 milhões à Universidade Dillard. Esta doação, a maior contribuição individual da história da instituição, será usada para apoiar a missão educacional da universidade e fortalecer seus programas acadêmicos e infraestrutura, representando um marco significativo no apoio à educação superior para afro-americanos.

## Acadêmicos
A Universidade Dillard oferece programas de bacharelado em Artes, Bacharelado em Ciências e Bacharelado em Enfermagem, com mais de 35 áreas de especialização. Essas especializações estão organizadas em quatro faculdades acadêmicas e subdivididas em departamentos, proporcionando uma formação abrangente e diversificada.

### Pesquisa de graduação
A universidade é membro do Conselho de Pesquisa de Graduação e do Conselho Nacional de Pesquisa de Graduação. A maioria dos departamentos oferece cursos de metodologia de pesquisa, enquanto o Escritório de Pesquisa de Graduação organiza workshops focados em habilidades essenciais como a redação de propostas de pesquisa, análise de dados e o uso ético de participantes humanos. Os alunos também têm a oportunidade de participar de iniciativas e competições de pesquisa, como a Iniciativa de Recuperação do Katrina (Katrina Recovery Initiative - AKRI), a Aliança de Louisiana para Participação de Minorias (Louisiana Alliance for Minority Participation - LAMP) e o Concurso de Pesquisa e Trabalho Criativo de Graduação (Undergraduate Research & Creative Work Competition). A universidade publica os resultados de pesquisas de graduação no Jornal de Pesquisa de Graduação da Universidade de Dillard (Dillard University Journal of Undergraduate Research - DUJOUR), um periódico acadêmico dedicado à divulgação dos projetos de pesquisa realizados por seus estudantes.

### Instituto de Cultura do Jazz (IOJC)
Fundado em 2002 por Irvin Mayfield [en], o Instituto de Cultura do Jazz (IOJC) foi criado com o objetivo de integrar a comunidade, a educação e o jazz. Sob a liderança atual de Edward Anderson, professor assistente de música e diretor do instituto, o IOJC tem desenvolvido currículos e programas educacionais nos níveis colegial e secundário, promovendo a preservação e a evolução do jazz como parte fundamental da cultura afro-americana e da cidade de Nova Orleans.

### Programas de dupla graduação
A Dillard oferece programas de graduação dupla em diversas áreas de estudo, em parceria com instituições renomadas como Universidade Estadual da Louisiana (Louisiana State University), Universidade Tulane (Tulane University), Universidade de Nova Orleans, Instituto de Tecnologia da Geórgia (Georgia Institute of Technology), Universidade de Columbia (Columbia University), Faculdade de Quiropraxia do Texas [en] (Texas Chiropractic College) e Universidade do Oeste de Michigan [en] (Western Michigan University). Esses programas permitem que os estudantes obtenham diplomas de graduação em mais de uma instituição, ampliando suas oportunidades acadêmicas e profissionais.

## Atletismo
As equipes esportivas da Universidade Dillard são conhecidas como Bleu Devils (masculinas) e Lady Bleu Devils (femininas). A universidade é membro da Associação Nacional de Atletismo Intercolegial (NAIA) e compete principalmente na Conferência Atlética da HBCU (HBCUAC), anteriormente chamada Conferência Atlética da Costa do Golfo (GCAC), desde o ano acadêmico de 1981-82.
A Universidade Dillard oferece uma variedade de esportes intercolegiais, com 12 modalidades em que suas equipes competem. Os esportes masculinos incluem beisebol, basquetebol, cross country, tênis e atletismo. As esportistas femininas competem em basquetebol, cross country, tênis, atletismo e voleibol. Além disso, a universidade também oferece programas de esportes coletivos, como cheerleading e dança.

### Instalações
Os times de basquete e de vôlei da Universidade Dillard utilizam o Salão Dent como sua principal instalação para jogos e treinos.

## Campus

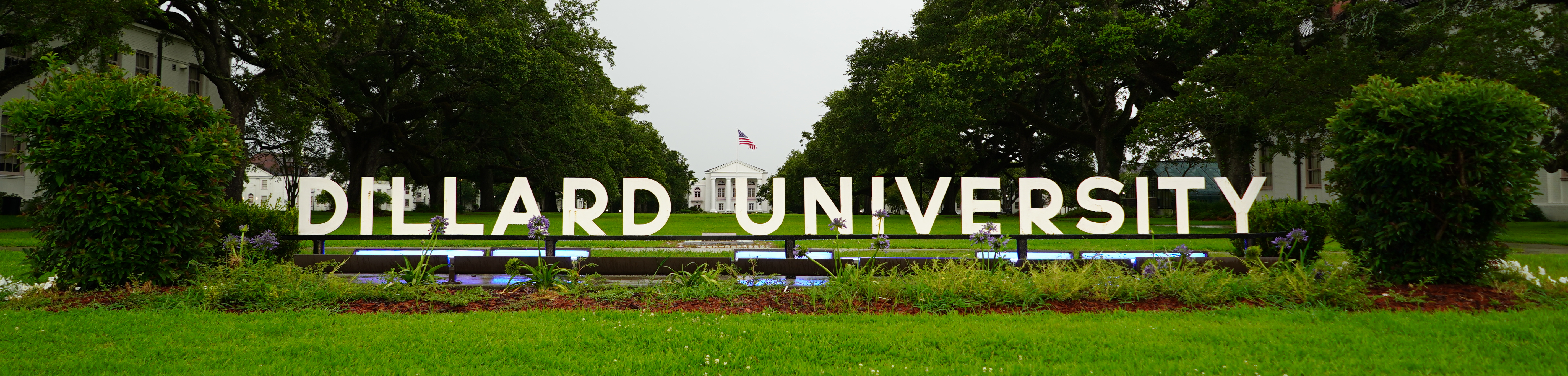
Campus da Universidade de Dillard na Avenida Gentilly.

O campus da Universidade Dillard está situado em uma área de 22,3 acres (aproximadamente 55 acres) no bairro suburbano de Gentilly [en], no distrito da 7ª Ward, em Nova Orleans. O campus é caracterizado por sua arquitetura neoclássica e pela presença de carvalhos vivos, com destaque para a Avenida dos Carvalhos, uma avenida com duas fileiras de árvores, que constitui o ponto central do campus fechado.

### Prédios acadêmicos
O Centro Internacional para Liberdade Econômica da Universidade de Dillard (Dillard University International Center for Economic Freedom - DUICEF) foi inaugurado em 2004. Este centro abriga os departamentos de Educação e Psicologia, bem como o de Ciências Sociais, além de laboratórios de informática e de idiomas.
A Casa Howard (Howard House), construída em 1936, originalmente servia como uma casa de hóspedes, mas atualmente abriga o programa de negócios da universidade. O edifício foi nomeado em homenagem a Alvin Pike Howard (1889-1937), um empresário de destaque de Nova Orleans, ex-professor da Tulane University e ex-diretor do Hibernia National Bank, cuja contribuição para o desenvolvimento da Universidade Dillard foi significativa.
O Edifício de Escolas Profissionais (Professional Schools Building) é o mais recente edifício acadêmico do campus, inaugurado em 2010. Este prédio abriga os programas acadêmicos e de pesquisa da Faculdade de Administração, da Escola de Enfermagem, da Escola de Saúde Pública e do Departamento de Ciências, Tecnologia, Engenharia e Matemática.
O Salão Rosenwald (Rosenwald Hall) foi o primeiro edifício permanente da universidade, inicialmente concebido como a biblioteca do campus, sendo inaugurado em maio de 1934. Em 1948, foi dedicado ao filantropo Julius Rosenwald [en], que foi uma figura importante no apoio à educação dos afro-americanos. Após ser danificado pelo furacão Katrina, o edifício foi restaurado e atualmente abriga os escritórios administrativos da universidade.
O Centro de Comunicações e Belas Artes Samuel DuBois Cook (Samuel DuBois Cook Fine Arts and Communications Center), inaugurado em 1993, foi nomeado em homenagem ao sexto presidente da universidade, Samuel DuBois Cook, que supervisionou a modernização da infraestrutura de Dillard. Este centro abriga a Galeria de Belas Artes, estúdios de arte, estúdios de gravação e de televisão de última geração, o Departamento de Música, o Departamento de Teatro e um teatro próprio, além de uma estação de rádio universitária.
O Salão Stern (Stern Hall), um edifício dedicado às ciências, foi construído em 1952 e renovado em 1968. O prédio é nomeado em homenagem a Edgar Bloom Stern, um influente financista e filantropo de Nova Orleans. Ele abriga a Divisão de Enfermagem, a Divisão de Ciências Naturais, dois laboratórios de informática, bem como laboratórios de Biologia, Química e Física, além de um centro de aprendizado patrocinado pelo programa Aliança de Louisiana para Participação de Minorias (Louisiana Alliance for Minority Participation - LAMP).

### Instalações esportivas
O Salão Dent (Dent Hall) é o ginásio principal da Universidade Dillard, localizado no campus da universidade em Nova Orleans. O edifício foi inaugurado em 1969 e recebeu o nome de Albert W. Dent, o terceiro presidente da universidade, em reconhecimento à sua liderança. O Dent Hall serve como a sede dos times de basquete Bleu Devils e Lady Bleu Devils, representando o Departamento de Atletismo. Além das instalações esportivas, o Dent Hall abriga diversos serviços e espaços acadêmicos, incluindo a Divisão de Vida no Campus (Campus Life), Serviços de Carreira (Career Services), Desenvolvimento do Aluno (Student Development), a Associação do Governo Estudantil (Student Government Association), e o Programa de Honra Daniel C. Thompson/Samuel DuBois Cook (Daniel C. Thompson/Samuel DuBois Cook Honors Program). O edifício também dispõe de salas de aula, laboratórios de informática, um estúdio de dança, um centro de musculação e uma piscina olímpica.
O Salão Henson (Henson Hall), construído em 1950 e reformado em 1990, foi o ginásio original da Universidade Dillard. O nome do edifício foi atribuído em homenagem a Matthew Alexander Henson, um explorador afro-americano e co-descobridor do Polo Norte, reconhecido como o primeiro ser humano de ascendência africana a alcançar o Polo Norte. Após os danos causados pelo furacão Katrina, a livraria e a biblioteca temporária da universidade foram instaladas no Henson Hall, devido à necessidade de adaptação do campus.

### Biblioteca
A Biblioteca Will W. Alexander é a principal biblioteca da Universidade Dillard. Inaugurada em 1961, a biblioteca foi dedicada em homenagem a Will W. Alexander, o primeiro presidente da universidade. Ela abriga uma vasta coleção de livros, periódicos, microformas e jornais, além de documentos históricos significativos, como os arquivos da Associação Missionária Americana da Igreja Unida de Cristo. A biblioteca foi danificada pelas inundações causadas pelo furacão Katrina, mas foi restaurada e reaberta ao público em abril de 2008.

### Capela
A Capela Memorial Lawless (Lawless Memorial Chapel), construída em 1955, é a capela da Universidade Dillard. O edifício foi dedicado à memória de Alfred Lawless Jr. e seu filho Theodore K. Lawless em 23 de outubro de 1955. Atualmente conhecida como Salão de Assembléias Lawless (Lawless Assembly Hall), a capela é o único edifício no campus da Dillard que não sofreu danos significativos após as enchentes provocadas pelo furacão Katrina. A capela continua a ser um espaço importante para eventos religiosos e cerimoniais da universidade.

### Alojamento no campus
O Salão Camphor (Camphor Hall) é um dormitório feminino da Universidade Dillard, inaugurado em 1947. Originalmente projetado como um dormitório masculino, o edifício foi nomeado em homenagem a Alexander Priestly Camphor [en], um educador e missionário nativo da Louisiana. O Salão Camphor está conectado ao Salão Hartzell, formando uma área de convivência integrada no campus.
O Salão Hartzell (Hartzell Hall), construído em 1935, é um dormitório que foi originalmente destinado a estudantes do sexo feminino, tanto juniores quanto seniores. Recebeu o nome de Joseph Crane Hartzell [en], bispo missionário da Igreja Metodista Episcopal. Após ser reaberto no outono de 2013, o salão foi renovado e agora continua a ser um local importante de acomodação para estudantes.
O Salão Straight (Straight Hall), inaugurado em 1936 e reformado em 1957, foi inicialmente um dormitório feminino. O edifício recebeu esse nome em homenagem a Seymour Straight, presidente do Conselho de Curadores da Faculdade Straight, fundado em 1869. Em 1930, a Faculdade Straight se fundiu com a Universidade de Nova Orleans, que mais tarde se tornou a Universidade Dillard. O Salão Straight foi reaberto na primavera de 2013, oferecendo acomodação moderna para os alunos.
O Salão Williams (Williams Hall) é um dormitório feminino localizado à esquerda do Kearny Hall. Dedicado em 1946 em homenagem a Fannie Williams [en], uma educadora e filantropa de Nova Orleans, o prédio foi reformado em 2000 e passou a ser um dormitório misto a partir de 2014.
Os Jardins de Gentilly (Gentilly Gardens) oferece apartamentos no campus para alunos juniores e seniores. Esses blocos de apartamentos de estilo misto proporcionam aos estudantes uma experiência de moradia mais independente, com instalações adequadas às suas necessidades acadêmicas e sociais.

### Casa do presidente
Construída em 1936, a casa do presidente foi renovada em 1964, 1972 e 1997. A casa foi o lar de seis dos sete presidentes da Universidade Dillard e, atualmente, funciona como a Casa dos Ex-Alunos, um espaço dedicado a eventos e reuniões da comunidade de ex-alunos da universidade.

## Ex-alunos notáveis
As seguintes pessoas notáveis são ex-alunos da Universidade Dillard, Universidade Straight ou Universidade de Nova Orleans:
| Nome                        | Ano da turma | Notabilidade |
| --------------------------- | ------------ | --- |
| James Ames [en]             | 1882         | Fundador do Hospital Dunbar [en], o primeiro hospital para negros em Detroit. |
| Harold Battiste [en]        | 1952         | Saxofonista, compositor e arranjador de jazz; diretor musical de Sonny & Cher, Dr. John e muitos outros; arranjador de Sam Cooke. |
| John W. E. Bowen Sr. [en]   | 1878         | Um dos primeiros afro-americanos a receber um doutorado. |
| Napoleon Bracy Jr. [en]     | 2000         | Membro da Câmara dos Deputados do Alabama. |
| Jericho Brown               | 1998         | Poeta. |
| Sherman Copelin [en]        | 1965         | Membro da Câmara dos Representantes de Louisiana [en]. |
| Dave Dennis [en]            | 1968         | Ativista dos direitos civis; diretor do Projeto Álgebra. |
| Roger Donald Dickerson [en] | 1955         | Pianista e compositor. |
| W. T. Handy, Jr. [en]       | 1948         | Bispo da Conferência Anual do Missouri da Igreja Metodista Unida. |
| Patrick Jefferson [en]      | 1990         | Membro da Câmara dos Representantes da Louisiana pelo Distrito 11; advogado de Arcadia. |
| Kimberly Johnson [en]       |              | Professora de Medicina na Universidade Duke. |
| Ernest Lyon [en]            | 1888         | Ministro, ex-embaixador dos Estados Unidos na Libéria e fundador do Instituto Industrial e Agrícola de Maryland para Jovens de Cor [en]. |
| Ellis Marsalis Jr.          | 1955         | Pianista de jazz e educador musical; pai dos artistas Branford, Wynton, Jason [en] e Delfeayo [en]; diretor aposentado de Estudos de Jazz da Universidade de Nova Orleans.                                                                                              |
| Orelia Merchant [en]        | 1995         | Juíza federal do Tribunal Distrital dos Estados Unidos para o Distrito Leste de Nova York [en], desde 2023. |
| Garrett Morris [en]         | 1958         | Comediante e ator (Saturday Night Live, The Jamie Foxx Show [en], Martin). |
| Khalid Abdul Muhammad       | 1970         | Porta-voz nacional da Nação do Islã. |
| Alice Dunbar Nelson [en]    | 1892         | Ativista dos direitos das mulheres, poeta, autora e palestrante; esposa de Paul Laurence Dunbar. |
| Alfred Lloyd Norris [en]    | 1960         | Bispo da Igreja Metodista Unida. |
| Revius Ortique Jr. [en]     | 1947         | Primeiro afro-americano a servir na Suprema Corte do Estado da Louisiana (atualmente aposentado); membro do Conselho de Curadores da Universidade Dillard. |
| Brenda Marie Osbey [en]     | 1978         | Poeta Laureada da Louisiana. |
| Louis Pendleton [en]        |              | Dentista, empresário e líder cívico em Shreveport, Louisiana; organizou o movimento pelos direitos civis em sua cidade por meio da formação do grupo de interesse conhecido como “Blacks United for Lasting Leadership”, que fez lobby com sucesso pela justiça racial. |
| P.B.S. Pinchback            | 1885         | Primeiro governador afro-americano dos Estados Unidos; 24º governador da Louisiana. |
| Beah Richards               | 1948         | Atriz de teatro, tela e televisão; poeta, dramaturga e autora. |
| Joyce M. Roche [en]         | 1970         | Ex-presidente e CEO da Girls, Inc. [en]; ex-presidente e diretora de operações da Carson, Inc.; primeira mulher a presidir o Conselho de Curadores da Universidade Dillard                                                                                              |
| Ruth Simmons [en]           | 1967         | Primeira presidente afro-americana de uma universidade da Ivy League (18ª presidente da Universidade Brown); primeira presidente afro-americana de uma escola "Seven Sisters" (nona presidente da Faculdade Smith).                                                     |
| Carl Stewart [en]           | 1971         | Juiz, Tribunal de Apelações do Quinto Circuito dos Estados Unidos [en] em Louisiana. |
| Jimmy Womack [en]           | 1976         | Ministro, membro da Câmara dos Representantes de Michigan [en]. |